# Milan-San Remo 1942
La 35e édition de la course cycliste, Milan-San Remo a eu lieu le 19 mars 1942 et a été remportée par l'Italien Adolfo Leoni. Il s'est imposé en réglant au sprint un groupe de 8 coureurs.

## Classement final
|    | Cycliste             | Équipe    | Temps           |
| -- | -------------------- | --------- | --------------- |
| 1  | Adolfo Leoni         | Bianchi   | 8 h 10 min 00 s |
| 2  | Antonio Bevilacqua   | Bianchi   | + 0 s           |
| 3  | Pierino Favalli      | Legnano   | + 0 s           |
| 4  | Giordano Cottur      | Viscontea | + 0 s           |
| 5  | Mario de Benedetti   | Legnano   | + 0 s           |
| 6  | Marco Marangoni      | -         | + 0 s           |
| 7  | Giovanni Brotto      | Bianchi   | + 0 s           |
| 8  | Giovanni De Stefanis | Bianchi   | + 0 s           |
| 9  | Cino Cinelli         | Bianchi   | + 1 min 45 s    |
| 10 | Osvaldo Bailo        | Viscontea | + 1 min 45 s    |